# Sivaji Ganesan
Sivaji Ganesan (ur. 1 października 1928, zm. 21 lipca 2001) – indyjski aktor i polityk.

## Życiorys
Urodził się jako Villupuram Chinnaiah Pillai Ganesan. Podobnie jak wielu współczesnych sobie aktorów z zawodem związany był w zasadzie od wczesnego dzieciństwa. W 1949 wystąpił w sztuce Sivaji Kanda Hindu Samrajyam autorstwa C.N. Annaduraia, wcielając się w niej w rolę marackiego władcy Śivajiego. Znajdujący się wśród widzów E.V. Ramaswamy, będąc pod wrażeniem gry młodego artysty, nadał mu imię tej właśnie postaci. Przylgnęło ono na stałe do Ganesana.
Członek założyciel Drawidyjskiej Federacji Postępu (DMK, 1949), w latach 50. zaczął dystansować się od partii. Następnie członek Indyjskiego Kongresu Narodowego, w końcu opozycyjnej wobec tej ostatniej partii Janata. Między 1982 a 1988 zasiadał w izbie wyższej indyjskiego parlamentu federalnego.
Ikona tamilskiego kina, jego sceniczna popularność dorównywała aktywnemu w tym samym okresie M.G. Ramachandranowi. Szeroko rozpoznawalny, zwłaszcza dzięki swemu donośnemu, pełnemu wyrazu głosowi. Za swoją aktywność sceniczną wielokrotnie wyróżniany i nagradzany. Znany pośród Tamilów jako nadigar thilagam, co w przybliżeniu znaczy najlepszy z aktorów. Procesja pogrzebowa Ganesana zgromadziła bezprecedensowe tłumy.
Filmografia Ganesana obejmuje kilkaset tytułów. Ceniony za wszechstronność, wymieniany wśród najbardziej utalentowanych aktorów w historii światowego kina. Kawaler indyjskich orderów Padma Shri oraz Padma Bhushan, jak również francuskiego Orderu Sztuki i Literatury.